# Stipagrostis uniplumis
Stipagrostis uniplumis är en gräsart som först beskrevs av Martin Heinrich Karl von Lichtenstein, och fick sitt nu gällande namn av De Winter. Stipagrostis uniplumis ingår i släktet Stipagrostis och familjen gräs.

## Underarter
Arten delas in i följande underarter:
- S. u. intermedia
- S. u. neesii